# Jaroslav Fiedler (kněz)
Jaroslav Fiedler (13. července 1913 Louny – 25. září 1992 Blatná) malíř a básník a farář Církve československé husitské.

## Život
Do Církve československé husitské vstoupil v červnu 1920. V letech 1925–1932 studoval reálku v Lounech, v roce 1934 si doplnil vzdělání na gymnáziu v Duchcově.
V letech 1934–1938 studoval na Husově československé evangelické fakultě bohoslovecké v Praze. Po druhé odborné bohoslovecké zkoušce přijal 28. září 1938 kněžské svěcení. Poměrně mlád se Jaroslav Fiedler přesunul do Plzně a posílil v nelehkých časech pro Evropu i Československo zdejší kněžskou základnu. V letech 1938–1939 byl duchovním v náboženské obci Plzeň-východ. Dne 30. března 1939 byl oddán s Annou Hlaváčkovou (* 1919), stal se otcem tří dětí.
Jaroslav Fiedler kromě kněžské služby z pověření církve vyučoval náboženství též ve Volduchách, menší obci nedaleko Rokycan.
V letech 1939–1946 byl duchovním pro Plzeň-západ.
V prvních dnech po osvobození Plzně, již 13. května 1945, jako zástupce faráře bratr Jaroslav Fiedler konal první bohoslužbu v právě otevřeném kostele Sboru Karla Farského v Plzni, na nároží ulic Klatovská a Husova, v místech, kde se nedlouho předtím sváděly boje o toto strategicky významné město. Kostel, dlouho před první světovou válkou postavený pro potřeby německy mluvícího obyvatelstva, sloužil od osvobození Církvi československé husitské a ještě dlouho na sobě nesl na sobě stopy bojů.
V letech 1946–1951 byl Jaroslav Fiedler duchovním v Horažďovicích. Je otázkou, zda do města byl přeložen pro svou přílišnou angažovanost a umělecké nadání spojené se schopností získávat přátele a organizovat nevšední akce, nebo zda šlo o snahu pozvednout religiozitu v tomto kraji se slavnou minulostí; totéž by se dalo říci o dalším přeložení v letech 1951–1983 do Blatné s administrací Strakonic. Od roku 1978 byl pracujícím důchodcem, navzdory již poměrně vysokému věku spravoval v letech 1983–1992 náboženskou obec Kasejovice.
Při své službě duchovního maloval olejomalby, které sám označoval za naivní, nicméně se stal zkušeným moderním malířem na pomezí mezi figurativním a abstraktním uměním. Vystavoval v galeriích, které se jeho umění odvážily zveřejnit: Městské muzeum, Volyně (Strakonice); Městská galerie, Vysoké Mýto (Ústí nad Orlicí); Oblastní muzeum v Písku, Písek (okres Písek) etc.
V době izolace církve ateistickou společností to bylo jistě velmi povzbuzující a poukazuje to i na kvality jeho umění, které nebylo snadné ignorovat. Jeho obrazy byly k vidění mimo galerie i v bytech duchovních Církve československé husitské a např. v administrativních prostorách plzeňské diecéze v Husově ulici v Plzni.
Malíř Josef Synek dnes vzpomíná na kolegu výtvarníka: Takový ostrov, to je hledání ráje. Mám představu, že je tam teplo, příjemně, je tam klid. Jak říkal Jarda Fiedler: Byli jsme vyhnáni z ráje a teď ho celej život hledáme...
Po sametové revoluci se Jaroslav Fiedler stal členem umělecké skupiny jihočeských výtvarníků Kruh 89, která se prezentovala časopisem Invence. Jeho díla jsou zastoupena v Severočeské galerii výtvarného umění v Litoměřicích, Galerii Benedikta Rejta v Lounech nebo v Okresním muzeu ve Vysokém Mýtě.